# Raye-sur-Authie
Raye-sur-Authie là một xã trong tỉnh Pas-de-Calais, vùng Hauts-de-France, Pháp.

## Địa lý
Raye-sur-Authie is located 15 miles (24 km) về phía đông nam Montreuil-sur-Mer trên đường D119, bên sông Authie, giáp với tỉnh Somme.

## Dân số
| 1962                                                              | 1968 | 1975 | 1982 | 1990 | 1999 | 2006 |
| ----------------------------------------------------------------- | ---- | ---- | ---- | ---- | ---- | ---- |
| 323                                                               | 336  | 317  | 271  | 259  | 255  | 238  |
| Số liệu điều tra dân số tính từ năm 1962, dân số chỉ tính một lần |      |      |      |      |      |      |

## Địa điểm nổi bật
- Nhà thờ St.Liéphard, thế kỷ 18.
- A windmill